# ليزلي سميث (متزحلقة)
ليزلي سميث (بالإنجليزية: Leslie Smith)‏ هي متزحلقة أمريكية، ولدت في 16 سبتمبر 1958 في Rutland (town), Vermont ‏ في الولايات المتحدة.

## وصلات خارجية
- ليزلي سميث على موقع الاتحاد الدولي للتزلج (التزلج على المنحدرات الثلجية) (الإنجليزية)
- ليزلي سميث على موقع أوليمبيديا (الإنجليزية)